# Envol (film)
Pour les articles homonymes, voir Envol.
Pour plus de détails, voir Fiche technique et Distribution.
Envol est une comédie française réalisée par Frédéric Cerulli et sortie en 2022.

## Fiche technique
- Titre original : Envol
- Réalisation : Frédéric Cerulli
- Scénario :
- Musique : Jean-Charles Bastion
- Décors :
- Costumes :
- Photographie :
- Montage :
- Producteur : Franck Llopis
- Sociétés de production : Les Films à Fleur de peau et SMP
- Société de distribution : Les Films à Fleur de peau
- Pays de production :  France
- Langue originale : français
- Format : couleur — 2,35:1
- Genre : Comédie
- Durée : 100 minutes
- Dates de sortie :
  - France : 27 avril 2022 (en salle)

## Distribution
- Pierre Santini
- Bruno Putzulu
- Marc Duret
- Alice Carel
- Françoise Nahon
- Philippe Rigot
- Henri Concas
- Jeanne Marie
- Pascal Légitimus
- Andréa Ferréol
- Emma Colberti